# Ильиных, Алёна Викторовна
Алёна Викторовна Ильиных (10 августа 1991, Поддубровное, Викуловский район, Тюменская область) — российская биатлонистка, чемпионка и призёр чемпионата России по биатлону, призёр чемпионата России и участница чемпионата мира по летнему биатлону. Мастер спорта России (2010).

## Биография
В 2004 году выполнила первый спортивный разряд. С 2008 года тренировалась в Центре спортивной подготовки г. Тюмени, в 2014 году перешла в Ханты-Мансийск. Первый тренер — А.А Мещеряков, также тренировалась под руководством С. А. Алтухова и В. П. Захарова.
В 2013 году участвовала в чемпионате мира по летнему биатлону в Форни-Авольтри, заняла 18-е место в спринте, а в гонке преследования была 10-й.
На уровне чемпионата России становилась чемпионкой в гонке патрулей в 2015 году, была серебряным призёром в гонке патрулей в 2013 году, бронзовым призёром в командной гонке и суперспринте (2013), командной гонке и гонке патрулей (2016). В летнем биатлоне была бронзовым призёром в эстафете (2013).
Окончила Тюменский государственный нефтегазовый университет.